# Ugra (Smolensk)
Ugra (russisch Угра́) ist ein Dorf (selo) in der Oblast Smolensk in Russland mit 4278 Einwohnern (Stand 14. Oktober 2010).

## Geographie
Der Ort liegt knapp 150 km Luftlinie östlich des Oblastverwaltungszentrums Smolensk unweit des rechten Ufers des namensgebenden linken Oka-Nebenflusses Ugra.
Ugra ist Verwaltungszentrum des Rajons Ugranski sowie Sitz der Landgemeinde Ugranskoje selskoje posselenije. Zur Gemeinde gehörte seit ihrer Bildung 2004 außerdem nur noch das sechs Kilometer südwestlich gelegene Dorf Fjodorowskoje, seit 2017 jedoch 26 weitere Dörfer der ehemaligen Landgemeinden Mytischinskoje (14 Orte) und Russanowskoje (12 Orte), darunter deren Sitze Mytischino (20 km westlich) und Russanowo (3 km nordwestlich).

## Geschichte
Der Ort entstand ab 1929 um eine Bahnstation, die dort 1928 an der Strecke Wjasma – Brjansk errichtet und nach dem nahen Fluss benannt wurde; die Strecke ging 1930 in Betrieb. Ugra gehörte zunächst ebenfalls 1929 entstandenen Snamenski rajon mit Sitz im gut 20 km nordöstlich gelegenen Dorf Snamenka.
Im Zweiten Weltkrieg wurde die Gegend Anfang Oktober 1941 während der Doppelschlacht bei Wjasma und Brjansk von der deutschen Wehrmacht während ihres Vorrückens von Spas-Demensk auf den „Kessel von Wjasma“ eingenommen. Von März bis Mai 1942 befand sich die Bahnstation zwischenzeitlich in der Hand sowjetischer Partisanen beziehungsweise im deutschen Hinterland der Front abgesetzter regulärer Luftlandetruppen und dort operierender Kavallerie, die dann aber im Rahmen des deutschen Unternehmens Hannover in dem gesamten Gebiet geschlagen wurden. Endgültig wurde Ugra Mitte März 1943 in der Endphase der Schlacht von Rschew, während des als „Unternehmen Büffelbewegung“ bezeichneten deutschen Rückzugs von der nachrückenden Roten Armee eingenommen.
Bis nach dem Krieg blieb Ugra, abgesehen von der Bahnstation, unbedeutend. Erst in den 1950er-Jahren wuchs der Ort mit der Ansiedlung verschiedener Betriebe schnell, und die umliegenden kleinen Dörfern Deniskowo, Krasnaja Poljana und Troizkoje wurden Teil des Ortes. 1961 wurde es schließlich Sitz eines neuen Rajons. Dieser entstand durch Vereinigung des Snamenski rajon und des ebenfalls seit 1929 (mit Unterbrechung 1931–1935) bestehenden Wschodski rajon mit Sitz im 20 km südwestlich von Ugra gelegenen Dorf Wschody. Von 1963 bis 1965 war der Rajon vorübergehend aufgelöst und sein Territorium dem Wjasemski rajon angegliedert.
1966 erhielt Ugra den Status einer Siedlung städtischen Typs und wurde als solche bei der Verwaltungsreform von 2004 Sitz einer Stadtgemeinde (gorodskoje posselenije). Diese wurde 2013 in eine Landgemeinde umgewandelt, und der Ort selbst ist seither Dorf.

### Bevölkerungsentwicklung
| Jahr | Einwohner |
| ---- | --------- |
| 1970 | 3664      |
| 1979 | 4448      |
| 1989 | 5059      |
| 2002 | 4848      |
| 2010 | 4278      |

Anmerkung: Volkszählungsdaten

## Verkehr
Nach Ugra führt die Regionalstraße 66N-2102, die gut 20 km nordöstlich bei Snamenka von der 66K-13 abzweigt, die von der föderalen Fernstraße M1 Belarus bei Wjasma zur Grenze der Oblast Kaluga verläuft, dort weiter vorbei an Juchnow zur föderalen Fernstraße M3 Ukraina unweit von Kaluga.
Im Ort befindet sich ein Bahnhof bei Kilometer 49 der Strecke Wjasma – Brjansk.